# Abdikation
Abdikation (av lat. ab-, "av", och dicare, "förkunna"), avsäga sitt ämbete, eller avsäga sig regeringsmakten eller tronen; när en regent avgår i förtid. 
Begreppet används normalt endast beträffande monarker eller andra statschefer som normalt sitter på livstid. Formellt görs en abdikation självmant, men ofta är den påtvingad av yttre omständigheter.
I bland annat Nederländerna och Luxemburg har det ofta förekommit att regenten abdikerar vid hög ålder.
Några regenter som abdikerat:
- den romerska diktatorn Sulla, 79 f.Kr.
- de romerska kejsarna Diocletianus och Maximianus, 305
- Maria I av Skottland, 1567
- drottning Kristina av Sverige (som valde att flytta till Rom) 1654, frivilligt till förmån för sin kusin Karl X Gustaf
- Ulrika Eleonora av Sverige, frivilligt till förmån för sin man Fredrik I 1720
- Gustav IV Adolf av Sverige, påtvingat vid statskuppen 1809
- kejsar Napoleon I av Frankrike, när hans trupper hade besegrats 1814 och åter 1815
- Kejsar Austín I av Mexiko, 1823
- Karl X av Frankrike, påtvingat vid julirevolutionen 1830
- Ferdinand I av Österrike, med anledning av ungerska revolutionen 1848–1849
- Ludvig Filip I av Frankrike, påtvingat vid februarirevolutionen 1848
- Amadeus I av Spanien, 1873
- Nikolaus II av Ryssland, påtvingat vid ryska revolutionen 1917
- Kejsar Vilhelm II av Tyskland, till följd av första världskrigets slut och den tyska revolutionen den 9 November 1918
- Kejsar & Konung Karl av Österrike-Ungern, till följd av rikets upplösning och monarkins avskaffande vid slutet av första världskriget 1918
- Edvard VIII av Storbritannien, frivilligt 1936, eftersom regeringen inte ville godkänna hans tilltänkta äktenskap
- Vilhelmina av Nederländerna, frivilligt av åldersskäl 1948
- Leopold III av Belgien, 1951, eftersom han kritiserades för en för stor beredvillighet mot den tyska ockupationensmakten under andra världskriget
- Juliana av Nederländerna, frivilligt av åldersskäl 1980
- Benedictus XVI, påve över Katolska kyrkan, frivilligt av åldersskäl
- Beatrix av Nederländerna, frivilligt av åldersskäl 2013
- Juan Carlos I av Spanien, frivilligt av åldersskäl 2014
- Akihito, Japans kejsare, frivilligt av åldersskäl 2019
- Margrethe II av Danmark, frivilligt 2024